# Pierre Babin
Pierre Babin, né le 25 février 1925 à Paray-le-Monial (Saône-et-Loire) et mort le 9 mai 2012 dans le 6e arrondissement de Lyon, est un prêtre catholique français, auteur, formateur, fondateur du Centre de recherche et d'éducation en communication (CREC). Ses travaux sont connus dans les domaines de la catéchèse des jeunes et des adolescents et dans celui de l’évangélisation à l’ère des médias.
Le 25 février 2014, à Rome, un congrès mondial de l'organisation catholique internationale de la communication SIGNIS lui rend hommage avec des participants venus des cinq continents.

## Biographie
Pierre Babin naît en 1925 à Paray-le-Monial (Saône-et-Loire). Il rejoint la congrégation catholique des missionnaires Oblats de Marie Immaculée à l'âge de dix-sept ans, à l'insu de ses parents. Il rêve d'aller comme missionnaire dans le Grand Nord canadien. Les Oblats sont réputés comme des « spécialistes des missions difficiles ».
Il se forme de manière traditionnelle classique chez les missionnaires « Oblats de Marie-Immaculée », où il est ordonné prêtre. Après l'ordination sacerdotale, il est envoyé comme missionnaire à Vico (Corse-du-Sud).
Il meurt le 9 mai 2012 à Lyon.

## De la catéchèse aux médias
Nommé aumônier de collège à Lyon, il démarre sa pédagogie religieuse auprès des adolescents. Il étudie la pédagogie en Suisse puis la psychologie au Canada. Pierre Babin se forme lui-même  auprès de Marschall Mc Luhan, le théoricien canadien des médias . Il en vient à penser qu'il faut que l'Église se réconcilie avec l'émotion. Que l'Église fasse une pastorale de la relation plutôt que celle des mots.
Il a été enseignant , chargé de cours dans de nombreuses universités : Lyon, Strasbourg, Dayton, Ottawa, East Asian Pastoral Institute, Manille aux Philippines, Université St John de Bangkok où la « Faculté des arts de la communication » lui a rendu hommage en 2008 en donnant son nom au nouveau centre de formation et de recherche : le « Centre Babin des communications »,.

## Le Centre de recherche et d'éducation en communication (CREC)
En 1971, il a créé, à Écully près de Lyon, en France, le Centre de recherche et d'éducation en communication (CREC). Pendant plus de trente ans, il a formé des communicateurs chrétiens venus de tous les continents pour suivre les sessions organisées dans le centre. L'originalité de sa méthodologie est celle de la méthodologie « la voie symbolique ».
Pour Pierre Babin, la culture des médias est celle de la conversation, c'est-à-dire de la conversion et de la rencontre des différences. Il enseigne à dépasser les frontières des cultures, des religions. Il compte sur les générations futures. Le Centre de Lyon accueille ainsi des centaines de stagiaires venus d'Amérique latine, d'Afrique et surtout d'Asie. Ils sont catholiques ou protestants, musulmans ou bouddhistes.
Un grand nombre de ses étudiants sont devenus les responsables d’institutions de médias catholiques en lien avec les organisations OCIC (Organisation Catholique Internationale du Cinéma) et Unda (Association catholique internationale pour la radio et la télévision), lesquelles ont fusionné en 2001 pour constituer SIGNIS, Association Catholique Mondiale pour la Communication .
Le CREC a conçu des sessions internationales nommées « CREC-AVEX », se spécialisant dans la formation aux médias et à la communication, principalement au service des institutions chrétiennes dans les cinq continents. En Afrique, 350 évêques, séminaristes et responsables de communication de l’Église catholique ont ainsi été formés en 2011.

## Hommage à Pierre Babin en 2014
Le 25 février 2014, à Rome, les participants au congrès de SIGNIS
rendront un hommage particulier à Pierre Babin.

## Œuvres
Auteur, conférencier et formateur, Pierre Babin a écrit de nombreux ouvrages traduits en plusieurs langues :
Parmi ses principaux ouvrages :    
- Catéchèse et éducation de la foi, Institut pastorale de l'Université d'Ottawa, Ottawa, 1957.
- Dieu et l'adolescent, Éditions du chalet, 1963.
- Les jeunes et la foi, Éditions du chalet, 1965.
- Options pour une éducation de la foi des jeunes, Éditions du chalet, 1968.
- Audiovisuel et foi, Éditions du chalet, 1976.
- Autre homme, autre chrétien, à l'âge électronique, avec Marshall Mc Luhan, Éditions du chalet, 1978.
- Les nouveaux modes de comprendre : la génération de l'audiovisuel et de l'ordinateur, avec Marie-France Kouloumdjan, Le Centurion, Paris, 1983.
- L'ère de la communication. Réflexion chrétienne, Le Centurion, Paris, 1986.
- Langage et culture des médias, Éditions universitaires, 1991.
- Médias, chance pour l’Évangile : un dialogue, avec Ann Zukowski, Buchet-Chastel, 2000.

## Pour approfondir